# 나선의 미궁-유전자 수사-
『나선의 미궁-유전자 수사-』 (らせんの迷宮-遺伝子捜査-)는 일본의 소설가인 나츠미도리의 원작으로 키쿠치 히로유키가 작화를 담당한 일본의 만화이다. 「빅코믹 증간호」 (쇼가쿠칸)의 2012년 5월호부터 2015년 9월 17일호까지 연재되었다.
2021년 4분기 다나카 케이 주연으로 드라마화되어 방송.

## 개요
도내에서 시체에 X자 표식을 남기는 살인사건이 발생한다.
사건을 담당하기로 했던 형사 안도 겐지는 수사로부터 제외되게 된다.
예전에 있었던 안도 형사의 부인 살인 사건과 동일범의 소행일 가능성이 있기 때문이었다.
그래서 수사본부에서는 비밀리에 천재과학자인 진보 진을 수사에 참여시키기로 한다.
하지만 진보는 사건 해결에 좀처럼 흥미를 가지지 않는다.
무엇보다도 진보의 기상천외한 행동과 언동에 안도형사는 휘둘리게 된다.
하지만 조금씩 호흡을 맞추기 시작하는 두사람
두사람을 둘러싼 고독한 DNA수사는 수사본부도 눈치채지 못한 어떤 흔적을 발견한다.
그러던 중 "살인귀X"가 새로운 살인을 벌이는데...

## 등장인물
진보 진 (神保仁)
성헬릭 의료대학 세포의료과학 게놈해석학연구실 준교수
수억개의 유전자 배열을 기억하는 천재 유전자과학자
유전자 연구에 너무 몰두한 나머지 기상천외한 행동이 많음
주변에서는 이상한 놈 취급을 당하고 있음
안도 겐지 (安堂源次)
카쿠산경찰서 형사과의 형사
눈물 많고 감정에 솔직한 열혈형사 진보 준교수에게 매번 휘둘림
란바라(乱原)
과학수사연소(과수연)의 여성연구원

## 출판정보
- 나츠미도리(원작), 키쿠치 히로유키(작화) 『나선의 미궁-유전자 수사-』, 쇼가쿠칸 <빅 코믹판>, 전 2권
  1. 2014년 10 월 30일 발매, ISBN 978-4-09-186576-2[출판 1]
  2. 2015년 11월 30일 발매, ISBN 978-4-09-187352-1[출판 2]

## TV 드라마
『나선의 미궁 ~DNA 과학수사~』 (らせんの迷宮〜DNA科学捜査〜)란 제목으로 2021년 4분기 TV도쿄계 금요일 8시 드라마로 방송.

### 출연진

#### 성헬릭 대학
진보 진(神保仁, 35세)
배우 - 다나카 케이
성헬릭 의료대학 세포의료과학 게놈해석학연구실 준교수이다.
DNA 분석의 세계적 권위자로, 32억개의 유전자 배열의 모두 기억하고 있다.
달달한 거 좋아하며, 취미는 개인적인 DNA 데이터베이스를 작성하는 것이다.
주변에서 이상한 놈 취급을 당하고 있다.
안도에게서 수사 협력을 의뢰받지만, 처음엔 거절한다.
결국 안도가 자신의 부인이 살해당한 일을 고백한 일을 계기로 협력하게 되었다.

#### 경시청
안도 겐지(安堂源次, 45세)
배우 - 야스다 켄
경시청 수사 1과 7계 안도반 주임이며 계급은 경부보이다.
꾸밈없는 열혈형사로, 눈물이 많아 울보 겐지라는 별명이 있다.
과학수사보다 형사의 경험과 감을 가장 중요한 수단이라고 생각한다.
부인인 아키(亜希)가 10년전에 살해 당하였고, 남자 혼자서 딸을 키우고 있다.
란바라 루나(乱原流奈, 30세)
배우 - 쿠라시나 카나
경시청 소속 과학수사연구소 직원이다.
진보를 엄청나게 존경하고 있으며, 겐지를 겐짱이라고 부른다.
우류 나츠키(瓜生夏樹, 26세)
배우 - 나카타 케이스케
경시청 수사1과 7계 안도반 순사이며, 안도의 부하이다.
쿠리하라 시로(栗原四郎, 53세)
배우 - 와타나베 잇케이
경시청 수사1과 과장이며, 안도의 상사이다.

#### 기타
바바 유카리(馬場ゆかり, 60세)
배우 - 마츠자카 케이코
스낵바 「GE呑MU」의 마마
진보에게 스낵바 위층의 방을 빌려주고, 이것저것 돌봐주고 있다.
안도 미즈키 (安堂瑞希, 11세)
배우 - 후루카와 린
안도 겐지와 아키의 딸이며, 현재 11살이다.
안도 아키 (安堂亜希, 사망당시 35세)
배우 - 나가오 준코
안도의 부인이며, 10년 전 사건의 세 번째 피해자이다.
2011년 10월 25일에 연속 살인범 X에게 복부를 칼로 찔려 사망하였다.

### 스태프
- 나츠미도리(원작), 키쿠치 히로유키(작화) 『나선의 미궁-유전자 수사-』
- 각본 - 쿠로이와 츠토무, 사카이 마사아키, 후쿠다 텟페이
- 감독 - 이와모토 히토시, 니시무라 료, 마츠나가 요이치
- 오프닝곡 - 투모로우바이투게더 「Ito[주석 3]」[3]
- 주제가 - 방탄소년단 「Stay Gold」
- 음악 - 후쿠시마 유우코, 하시구치 카나
- 책임프로듀서 - 하마타나 코이치(TV도쿄)
- 프로듀서 - 야마가 타츠야(TV도쿄), 키타가와 토시키(TV도쿄), 오가미 타카히로(AX-ON)
- 제작협력 - R.I.S Enterprise
- 기획 - TV도쿄, AX-ON

### 방송일정
| 화     | 방송일    | 부제                                   | 원제                             | 각본            | 감독            |
| ------ | --------- | -------------------------------------- | -------------------------------- | --------------- | --------------- |
| 제1화  | 10월 15일 | 사라진 DNA 수수께끼                    | 消えるDNAの謎                    | 쿠로이와 츠토무 | 이와모토 히토시 |
| 제2화  | 10월 22일 | 연애유전자가 밝히는 자산가 살인사건    | 恋愛遺伝子が暴く資産家殺人事件   | 후쿠다 텟페이   | 이와모토 히토시 |
| 제3화  | 10월 29일 | 시체가 사라진 2건의 살인사건!?         | 死体が消える二つの殺人事件!?     | 사카이 마사아키 | 이와모토 히토시 |
| 제4화  | 11월 5일  | 천재 유전자가 밝히는 소녀 유괴 사건    | 天才遺伝子が暴く少女誘拐事件!    | 후쿠다 텟페이   | 니시무라 료     |
| 제5화  | 11월 12일 | 백골의 유언~ VS 천재 연구자            | 白骨の遺言～VS天才研究者!        | 사카이 마사아키 | 마츠나가 요이치 |
| 제6화  | 11월 19일 | 밀실의 연구소! 미제 살인사건의 비밀    | 密室の研究所!未解決殺人事件の謎  | 후쿠다 텟페이   | 이와모토 히토시 |
| 최종화 | 11월 26일 | 사라진 용의자 VS 2개의 DNA를 가진 시체 | 消えた容疑者VS2つのDNAを持つ死体 | 사카이 마사아키 | 이와모토 히토시 |

### 내용주
1. ↑  GENOME를 일본어로 게노무라고 읽는 걸 말장난 식으로 표현한 단어로 노무를 마시다의 노무로 바꾸어 놓았다.
2. ↑  스낵바를 운영하는 여성 점주를 일컫는 일본어 단어이다.
3. ↑  일본어로 실을 뜻하는 단어이다.